# Necrobutcher
Jørn Stubberud (* 13. dubna 1968) je norský hudebník, nejznámější jako baskytarista v black metalové hudební skupiny Mayhem, kde vystupoval pod uměleckým jménem Necrobutcher. Je jedním ze zakládajících členů Mayhem, spolu s Euronymem a Manheimem. Je jediným zbývajícím původním členem skupiny, protože Messiah (první zpěvák kapely, nikoliv zakládající člen) a Manheim opustili Mayhem v roce 1986, resp. 1988 a Euronymous byl zavražděn v roce 1993.
Hrál také v jiných hudebních skupinách, včetně LEGO, Kvikksølvguttene, Bloodthorn (hostující umělec), a Checker Patrol.